# 가미코시 신호장
가미코시 신호장(일본어: 上越信号場)은 일본 홋카이도 가미카와 군 가미카와 정에 위치한 홋카이도 여객철도 세키호쿠 본선의 신호장이다.

## 구조
2개의 노선 열차 교환이 가능하다. 양 방향에 출발 신호기가 있어, 같은 방향으로 향하는 열차 종류의 추월이 가능한 구조이다. 오쿠시라타키 쪽으로 향하는 측선이 1개 있어, 분기점은 스노 쉘터로 되어 있다.

## 역사
- 1932년 10월 1일 : 일본국유철도의 가미코시역으로서 개업. 일반역.
- 1960년 9월 15일 : 화물 취급 폐지.
- 1975년 12월 25일 : 역 업무를 폐지해, 신호장으로서 운용 개시.
- 1987년 4월 1일 : 일본국유철도 분할 민영화에 의해, 홋카이도 여객철도가 승계.

## 인접 역
| 세키호쿠 본선                     | 세키호쿠 본선   | 세키호쿠 본선                     |
| --------------------------------- | --------------- | --------------------------------- |
| 나카코시 신호장 신아사히카와 방면 | ■ 세키호쿠 본선 | 오쿠시라타키 신호장 아바시리 방면 |